# Tizac-de-Lapouyade
Tizac-de-Lapouyade är en kommun i departementet Gironde i regionen Nouvelle-Aquitaine i sydvästra Frankrike. Kommunen ligger i kantonen Guîtres som tillhör arrondissementet Libourne. År 2022 hade Tizac-de-Lapouyade 475 invånare.

## Befolkningsutveckling
Antalet invånare i kommunen Tizac-de-Lapouyade
Referens:INSEE